# Dissen am Teutoburger Wald
Dissen am Teutoburger Wald település Németországban, azon belül Alsó-Szászország tartományban. Lakosainak száma 10 730 fő (2023. december 31.). Dissen am Teutoburger Wald Versmold, Hilter am Teutoburger Wald, Bad Rothenfelde és Melle községekkel határos.

## Népesség
A település népességének változása:
| Lakosok száma | 9539 | 9689 | 9882 | 10 369 | 10 638 | 10 730 |
|               | 2016 | 2017 | 2019 | 2021   | 2022   | 2023   |